# Holomitrium arboreum
Holomitrium arboreum là một loài Rêu trong họ Dicranaceae. Loài này được Mitt. mô tả khoa học đầu tiên năm 1869.